# Spirinia hamata
Spirinia hamata är en rundmaskart som beskrevs av Christian Wieser och Stephen Donald Hopper 1967. Spirinia hamata ingår i släktet Spirinia och familjen Desmodoridae. Inga underarter finns listade i Catalogue of Life.